# Shahrestān-e Dalgān
Shahrestān-e Dalgān (persiska: شهرستان دلگان, دلگان) är en delprovins (shahrestan) i Iran.   Den ligger i provinsen Sistan och Baluchistan, i den sydöstra delen av landet, 1 200 km sydost om huvudstaden Teheran.
Delprovinsen hade 67 857 invånare 2016.